# Minchat Chinuch
El Minchat Chinuch (en hebreo: מנחת חינוך) es un comentario legal sobre el Séfer Ha-Chinuch. Fue escrito por el Rabino Yosef Babad (1800–1874), presidente del tribunal rabínico de Ternópil. El Sefer Ha-Chinuch discute sistemáticamente los 613 mandamientos de la Torá, su fuente bíblica y sus fundamentos filosóficos, mientras que el Minchat Chinuch sirve como un comentario legal, a través de la perspectiva del Talmud y los Rishonim. El Minchat Chinuch es ampliamente estudiado en las yeshivás y en los grupos de estudio privados, y sigue siendo una obra popular hasta el día de hoy.